# Herzogtum Löwenberg
Das Herzogtum Löwenberg (polnisch Księstwo Lwóweckie; tschechisch Lemberské knížectví) war ein von 1281 bis 1286 bestehendes Teilherzogtum des Herzogtums Jauer. Es wurde von den Schlesischen Piasten regiert. Residenzort war die gleichnamige Stadt Löwenberg (seit 1945 Lwówek Śląski in der Woiwodschaft Niederschlesien in Polen).

## Geschichte

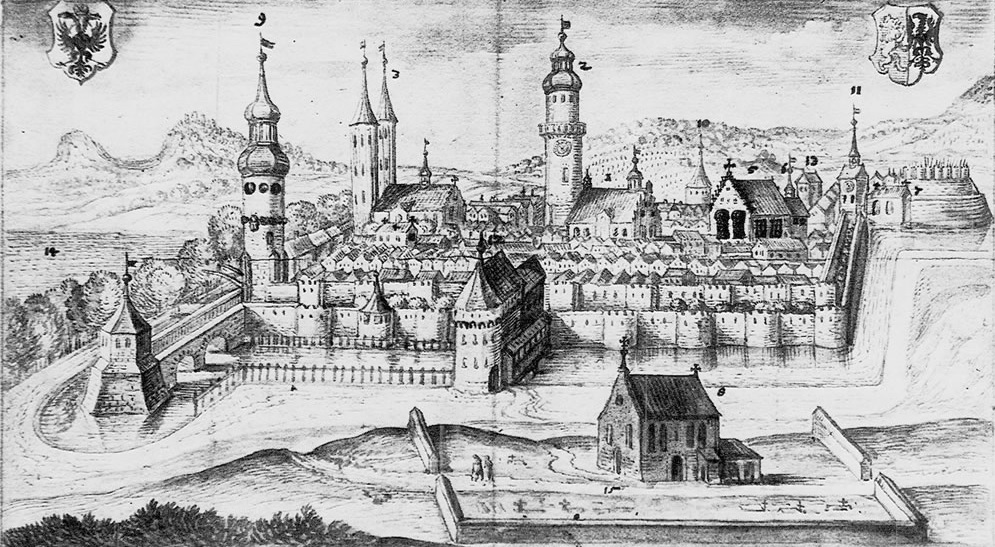
Löwenberg im 16. Jh.

Nach dem Tod des Liegnitzer Herzogs Boleslaw II. 1278 wurde dessen Herzogtum unter seine drei Söhne geteilt. Der älteste Sohn Heinrich erhielt das Herzogtum Liegnitz, das für seine beiden jüngeren Brüder Bolko I. und Bernhard um das Gebiet von Jauer verkleinert wurde. Sie begründeten das Herzogtum Jauer, das sie zunächst gemeinsam regierten. Bei einer weiteren Teilung wurde 1281 für Herzog Bernhard das Teilherzogtum Löwenberg ausgegliedert. Als erster regierender Herzog von Löwenberg residierte er dort auf der herzoglichen Burg. Nach seinem nur fünf Jahre später erfolgten Tod erbte Löwenberg Herzog Bolko I., der es wiederum mit dem Herzogtum Jauer verband. Trotzdem nannte er sich weiterhin auch Herzog von Löwenberg.